# مزار بابا پیر
مزار بابا پیر مربوط به دوره صفوی است و در شهرستان نیشابور، بخش طاغانکوه، دهستان طاغانکوه شمالی، ۲ کیلومتری شمال غربی روستای مرزان واقع شده و این اثر در تاریخ ۲۷ اسفند ۱۳۸۶ با شمارهٔ ثبت ۲۲۲۹۳ به‌عنوان یکی از آثار ملی ایران به ثبت رسیده است.